# Pierre-François Petit
Pour les articles homonymes, voir Petit.
Pierre-François Petit est un homme politique français né le 21 avril 1766 à Château-Landon (Seine-et-Marne) et mort le 23 janvier 1832 à Meaux (Seine-et-Marne).

## Biographie
Employé dans les bureaux du ministère de la Justice, il est chargé de la liquidation générale des biens des émigrés. Il est nommé sous-préfet de Sancerre en 1800 et devient député du Cher de 1807 à 1811 puis de 1813 à 1815. Il est trésorier de la caisse du sceau de France de 1814 à 1830.